# یوزفینا (استان اشوی‌داشکسیه)
یوزفینا (به لهستانی: Józefina) یک منطقهٔ مسکونی در لهستان است که در گمینا ووپوشنو واقع شده‌است. یوزفینا ۲۹۴ نفر جمعیت دارد.